# Afrasia djijidae
Afrasia djijidae é uma espécie fóssil de primata da família Afrotarsiidae descoberto na formação Pondaung na região central de Mianmar. A espécie compartilha uma morfologia dentária com as espécies do gênero Afrotarsius encontradas na Líbia. Afrasia djijidae é a única espécie descrita para o gênero Afrasia.